# Timar (Šavnik)
Pour l’article homonyme, voir Timar.
Timar (en serbe cyrillique : Тимар) est un village du centre-ouest du Monténégro, dans la municipalité de Šavnik.

## Démographie

### Évolution historique de la population
| 1948 | 1953 | 1961 | 1971 | 1981 | 1991 | 2003 |
| ---- | ---- | ---- | ---- | ---- | ---- | ---- |
| 263  | 269  | 284  | 248  | 178  | 111  | 106  |